# Aubetin
L'Aubetin est une petite rivière française qui coule dans les départements de la Marne et de Seine-et-Marne, en région Grand Est et île-de-France. C'est un affluent du Grand Morin, lui-même affluent de la Marne. Long de 61,15 kilomètres, il prend sa source dans le département de la Marne, pour se jeter dans le Grand Morin, à Pommeuse.

## Géographie
Au sud du Grand Morin, l'Aubetin en est le plus gros affluent et le suit sur la majorité de son cours en une trajectoire parallèle, orientée est/ouest. Il parcourt 7 km dans le département de la Marne, puis 55 km dans le département de Seine-et-Marne. Son code générique S.A.N.D.R.E. est le : F65-0410.
L'administration distingue deux zones hydrographiques : la section amont, de la source de l'Aubetin au confluent du ru de Chevru (code F656) ; et la section aval, du confluent du ru de Chevru (exclu) au confluent du Grand Morin (code F657).
En termes de dénivellation, comme le Grand Morin l'Aubetin connait une pente moyenne de 1 à 2 %. L'altitude est de 167 mètres à sa source de Louan-Villegruis-Fontaine, dans le bois de Montaiguillon, de 132 m d'altitude au centre à Beton-Bazoches, et de 60 m d'altitude à son embouchure à Pommeuse.
En termes d'occupation de l'espace, sur le tracé en Île-de-France, l'IAURIF dénombre (chiffres 1990) pour le bassin de l'Aubetin, sur une surface totale de 23 529 ha, une population de 7 779 habitants.
|                     | Surface en hectares | Surface en pourcentage |
| ------------------- | ------------------- | ---------------------- |
| Bois                | 2 697 ha            | 11,5 %                 |
| Cultures            | 19 558 ha           | 83,1 %                 |
| Eau                 | 23 ha               | 0,1 %                  |
| Autre rural         | 151 ha              | 0,6 %                  |
| Urbain ouvert       | 502 ha              | 2,1 %                  |
| Habitat individuel  | 493 ha              | 2,1 %                  |
| Habitat collectif   | 2 ha                | 0,0 %                  |
| Activités           | 26 ha               | 0,1 %                  |
| Équipements         | 23 ha               | 0,1 %                  |
| Transports          | 53 ha               | 0,2 %                  |
| Chantiers et divers | 1 ha                | 0,0 %                  |

En stations de mesure de l'Aubetin, on peut dénombrer :
- trois stations de mesure de qualité des eaux : Augers-en-Brie (no 03119150), Fretoy (no 03119400), Pommeuse (no 03120000).
- une station de mesure hydrométrique : la station de La Lavanderie (Pommeuse), gérée par  Veolia Environnement anciennement Compagnie Générale des Eaux)[2].
- une station d’observation des assecs (ROCA), à Beautheil.
- plusieurs jaugeages ponctuels qui ont été effectués sur le cours moyen de l'Aubetin, comme en mai 2005 à Amillis.

### Communes et cantons traversés
Dans les deux départements de la Marne et la Seine-et-Marne, l'Aubetin traverse les quinze communes suivantes, de l'amont vers l'aval, de Louan-Villegruis-Fontaine (source), Nesle-la-Reposte, Bouchy-Saint-Genest, Villiers-Saint-Georges, Augers-en-Brie, Cerneux, Courtacon, Beton-Bazoches, Frétoy, Dagny, Amillis, Beautheil-Saints, Mauperthuis, Saint-Augustin, Pommeuse (confluence).
Soit en termes de cantons, l'Aubetin prend source dans le canton de Provins, traverse les canton de Sézanne-Brie et Champagne, canton de Coulommiers, conflue dans le canton de Fontenay-Trésigny, dans les arrondissements de Provins, d'Épernay et de Meaux.

### Bassin versant
L'Aubetin traverse les quatre zones hydrographiques F655, F656, F657, F658 pour une superficie de 270 km2. Ce bassin versant est constitué de 86,16 de « territoires agricoles », de 11,63 de « forêts et milieux semi-naturels », de 2,00 de « territoires artificialisés », de 0,13 de « zones humides ».

### Organisme gestionnaire: syndicats intercommunaux
En intercommunalité, deux syndicats de collectivités territoriales se sont constitués, pour la gestion de l'Aubetin, l'un sur le cours amont et l'autre sur le cours aval.
- pour la moitié amont : le Syndicat intercommunal à vocation unique d'aménagement et entretien du bassin amont de l'Aubetin. Constitué en 1975 sous forme de SIVU, il regroupe aujourd'hui 14 communes pour une population de 4 171 habitants (SIREN 257701375, siège à Beton-Bazoches).
- pour la moitié aval : le Syndicat intercommunal à vocation unique aménagement et entretien du bassin aval de l'Aubetin. Constitué en 1988 sous forme de SIVU, il regroupe aujourd'hui deux communes seulement, pour une population de 1 254 habitants (SIREN 257704031, siège à Amillis).

## Affluents
Les principaux affluents de l'Austin sont le Ru de Volmerot et le ru de Chevru.
L'Aubetin a vingt trois tronçons affluents dont :
- le Ru de Turenne : 3,7 km de cours (conflue rive droite à Bouchy-Saint-Genest)[note 1] avec un affluent :
  - le Fossé 01 de Villouette, 1,1 km sur la seule commune de Saint-Bon[note 2].
- le Ru du Puise : 1,8 km de cours (conflue rive gauche à Augers-en-Brie)[note 3].
- le Ru de Volmerot : 10,5 km (conflue rive droite à Augers-en-Brie)[note 4] avec deux affluents :
  - le Ru de l'Hiveroux, 1,5 km sur les deux communes de Saint-Martin-du-Boschet, Sancy-les-Provins[note 5].
  - le Fossé 03 du Bouchot, 3,2 km sur la seule commune de Cerneux[note 6].
- le Ru de l'Etang 2,7 km (conflue rive gauche à Les Marêts)[note 7].
- le ruisseau des Rieux 3,1 km (conflue rive gauche à Courtacon)[note 8].
- le ruisseau des Prés-Bazoches 2 km (conflue rive droite à Beton-Bazoches)[note 9].
- le ru Saint-Geroche : 1 km (conflue rive droite à Dagny)[note 10].
- le ru de Chevru : 7,7 km (conflue rive droite à Amillis)[note 11] avec deux affluents et de rang de Strahler trois :
  - le Ru de Faujus, 3,7 km[note 12]
  - le Ru de Beaufour : 1,3 km[note 13] avec un affluent :
    - le Fossé 01 du Petit Beaufour, 2,3 km, sur les deux communes d'Amillis, Chevru[note 14]
- Ru de la Baguette : 3,1 km (conflue rive droite à Amillis)[note 15] avec un affluent :
  - le Fossé 01 de Saint-Eloi, 1,2 km sur la commune de Amillis[note 16]
- Fausse rivière de Beautheil: 1,6 km (conflue rive droite à Beautheil)[note 17].
- Ru Maclin 4,2 km (conflue RD à Saints)[note 18] ; a lui-même comme affluent 
  - le Ru de Villiers (2 km).
- Ru la Loef 4,2 km (conflue rive droite à Saints)[note 19].
- Ru de l'Oursine 1,7 km (conflue rive droite à Saint-Augustin)[note 20].

À noter aussi la présence sur le cours de l'Aubetin de double bras, sur les communes de : Saint-Augustin, Mauperthuis,
Et en plus d'être alimenté par ses nappes alluviales de ruisseaux de surface précités, l'Aubetin est aussi alimenté par des résurgences de nappe d'eau souterraine (grande nappe dite « des calcaires de Champigny »).
Donc le rang de Strahler de l'Aubetin est de quatre.

## Hydrologie

### L'Aubetin à Pommeuse
L'Aubetin est observée depuis le 3 octobre 2008  à Pommeuse (Le Poncet), à 70 m d'altitude, pour un bassin versant de 265 km2.
Le module ou moyenne annuelle de son débit est à Pommeuse de 0,96 m3/s.

### Crues
Le débit journalier maximal a été de 24,50 m3/s le 1er juin 2016, le débit instantané maximal a été de 25,90 m3/s le 2 juin 2016 à 13 h 40, et la hauteur maximale instantanée a été de 1 340 mm ou 1,340 m.

## Aménagements et écologie
Au titre des aménagements contemporains de la vallée de l'Aubetin, on peut citer la présence d'une station météorologique à Chevru (souvent improprement appelée « station de Coulommiers ») de Météo-France. En aménagements touristiques et sportifs, l'Aubetin croise deux sentiers de grande randonnée : le GR 11 (dit « grand tour » de l'Île-de-France) sur la commune du Fretoy, et le GR 14 (Paris-Ardennes) sur la commune de Saint-Augustin.
Pour la politique d'aménagement de l'eau, la situation de l'Aubetin apparaît plus fragile, en comparaison des autres rivières du bassin du Grand Morin. Des synthèses d'études faites par la DIREN, il ressort une grande et paradoxale différence et évolution divergente entre l'amont (dégradation) et l'aval (amélioration) de l'Aubetin ; et en nombre de molécules de produits phytosanitaires quantifiées : la station de mesure de qualité de l'eau amont (à Amillis) est dans la catégorie « 40 et plus » (la dernière), alors que la station aval (à Pommeuse) est dans la catégorie « 10 à 19 » (l'avant-première). Le produit phytosanitaire dominant dans l'Aubetin était d'abord l'atrazine (herbicide), dans les molécules quantifiées par campagne en 2004/2005 ; puis le Mécoprop, l'Isoproturon, et la Simazine (herbicides tous les trois) dans les molécules quantifiées par campagne en 2005-2007.
| Code masse d'eau V3 | libellé de la masse d'eau                                  | Risque retenu au 31/12/2004 | Paramètres physico-chimiques déclassants | Paramètres biologiques déclassants                      | Risque retenu au regard de l'écologie avril 2006 | Objectif Bon État écologique avril 2006 | Risque retenu au regard de la chimie avril 2006 | Objectif Bon État chimique avril 2006 | Objectif Bon État avril 2006 | Classement MEFM avril 2006 |
| ------------------- | ---------------------------------------------------------- | --------------------------- | ---------------------------------------- | ------------------------------------------------------- | ------------------------------------------------ | --------------------------------------- | ----------------------------------------------- | ------------------------------------- | ---------------------------- | -------------------------- |
| HR151               | L'Aubetin de sa source au confluent du Grand Morin (exclu) | élevé                       | NO2, DBO, PO4, Ptot                      | IBGN, IBD, et tendance au déséquilibre quantitatif fort | fort                                             | BE écologique report de délai probable  | faible                                          | BE chimique report de délai possible  | BE report de délai probable  | non                        |

## Faune et flore
La faune piscicole de l'Aubetin a été évaluée en aval, à la station de mesure no 03770053 de Pommeuse (surface de mesure : 1 200 m2). La dernière opération de comptable disponible en ligne date néanmoins de 1989 (opération : 10090000468 diffusée par le réseau I.M.A.G.E.) :
| Code piscicole | Effectif | % de l'effectif | % du Poids | Densité (par 100 m2) | Biomasse (g/100 m2) | Poids (g) | Espèces            |
| -------------- | -------- | --------------- | ---------- | -------------------- | ------------------- | --------- | ------------------ |
| CHA            | 78       | 60              | 13         | 7                    | 35                  | 422       | Chabot             |
| CHE            | 1        | 0,7             | 4          | 0,1                  | 11                  | 135       | Chevaine           |
| LPP            | 1        | 0,7             | 0,3        | 0,1                  | 1<                  | 10        | Lamproie de Planer |
| LOF            | 5        | 4               | 0,5        | 0,1                  | 2                   | 18        | Loche franche      |
| TRF            | 45       | 34              | 82         | 4                    | 228                 | 2 732     | Truite fario       |
| VAI            | 1        | 0,7             | 0,1<       | 0,1                  | 1<                  | 2         | Vairon             |

Au total, l'image donnée du peuplement de l'Aubetin est paradoxale, avec des témoins positifs (« rivière à truite ») mais aussi avec une quasi-absence d'autres témoins d'une bonne qualité d'eau (goujons et vairons). Par rapport aux autres rivières du bassin du Grand Morin, l'Aubetin se singularise aussi surtout par une faible biodiversité : 6 espèces présentes seulement, dont 3 peuvent être considérées comme de présence non-significative car représentées par un seul individu détecté seulement.

## Occupation humaine
À l'instar de l'ensemble du bassin du Grand Morin, la présence humaine est ancienne, dans la vallée de l'Aubetin ; parmi ses trésors archéologiques, des monnaies anciennes y ont même été découvertes à Augers-en-Brie.
On trouve en réalité des témoignages d'occupation humaine dès la Préhistoire, avec des restes de matériel lithique. Pour l'Antiquité, comme dans le reste de la Brie, les vestiges romains sont nombreux : en effet une voie romaine traversait la vallée de l'Aubetin, dite de « La Perrée », passant de Saint-Augustin (Seine-et-Marne) pour gagner Pommeuse (alors Evoriacum) ; des objets gallo-romains ont d'ailleurs été trouvés sur la commune d'Augers-en-Brie.
Au Moyen Âge, la vallée de l'Aubetin était surtout connue depuis le VIIe siècle pour le rayonnement de l'abbaye de Faremoutiers, abbaye royale possédant au spirituel des reliques de saintes, et puissamment pourvue en biens temporels dans la région. À l'Époque Moderne, sous l'Ancien Régime dans cette « brie des Moulins » que constitue l'aval de l'Aubetin et le Grand Morin, les nombreux moulins à eau ont structuré l'espace et l'identité de la rivière : sur les derniers kilomètres du cours d'eau, cinq moulins fonctionnaient sur l'Aubetin (ne reste aujourd'hui que le moulin du Gué Plat, sur la commune de Pommeuse, ancienne propriété de l'abbaye de Faremoutiers, aujourd'hui restauré avec l'ensemble de ses mécanismes).
Pour ce qui est de l'Époque contemporaine, l'Aubetin a marqué en septembre 1914 le point extrême du recul des armées alliées à la veille de la bataille de la Marne, à la jonction du Corps expéditionnaire britannique (B.E.F.) et de la Ve Armée française ; retraite passée immédiatement à l'offensive le 5 septembre, avec sur la vallée de l'Aubetin notamment les combats de Fretoy (un des derniers combats de cavalerie de l'armée britannique) et la percée du Plessis-Feu-Aussoux par la Guards Brigade. Mais le XXe siècle est aussi celui des écrits historiques pour l'Aubetin, avec les publications des monographies historiques sur les communes de : Amillis, Beautheil, Faremoutiers, Saints, et Saint-Augustin  (la plupart, par les Éditions briardes Amatteis).